# Лисейчиков Денис Васильович
Лисейчиков Денис Васильович (біл. Дзяніс Васілевіч Лісейчыкаў; нар. 4 вересня 1979, с. Денисковичі, Ганцевицький район, Берестейська область) — білоруський історик і архівіст. Кандидат історичних наук (2009).

## Життєпис
Закінчив СШ № 7 у м. Барановичі (1996), історичний факультет Білоруського державного університету (2001), магістратуру БДУ зі ступенем магістра гуманітарних наук (2002), аспірантуру при Інституті історії НАН Білорусі (2006). У 2009 в Інституті історії Національної Академії наук Білорусі захистив дисертацію на ступінь кандидата історичних наук.
З 2002 працює в Національному історичному архіві Білорусі, з 2009 року — завідувач відділом наукового використання документів та інформації, з 2012 — заступник директора.
Займається вивченням історії уніатської церкви XVI—XIX ст., історії повсякденності, генеалогії, дослідженнями конфесійних архівів.